# Coscinida lugubris
Coscinida lugubris là một loài nhện trong họ Theridiidae.
Loài này thuộc chi Coscinida. Coscinida lugubris được Albert Tullgren miêu tả năm 1910.